# Last Game
Last Game (ラストゲーム?, Rasuto gēmu) è un manga shōjo scritto e disegnato da Shinobu Amano, pubblicato sulla rivista LaLa di Hakusensha dal 24 luglio 2011 al 24 giugno 2016.

## Trama
Yanagi Naoto è un ragazzo ricco e di bell'aspetto, il quale oltre a essere il primo della classe può vantare l'ammirazione di chiunque lo circondi; improvvisamente, l'arrivo di Kujō Mikoto mette fine al suo idillio, perché – sebbene agisca senza la minima malizia –  finisce per risultare più abile di Yanagi in qualunque cosa. Il giovane, ferito nell'orgoglio, cerca allora di sfidare la ragazza nelle attività più disparate, finendo però per arrivare sempre secondo; inizia così a meditare la più crudele delle vendette, un vero e proprio «Last Game»: avrebbe fatto innamorare di sé Kujō, per poi frantumarle il cuore in maniera plateale. Il passaggio dalla teoria alla pratica si mostra però più complicato del previsto, poiché Yanagi – sebbene non lo voglia ammettere – inizia a ritrovarsi davvero attratto dalla sua rivale di sempre.

## Manga
In Giappone Last Game è stato pubblicato dalla Hakusensha mediante l'etichetta Hana to yume nella rivista per ragazze LaLa a partire dal 24 luglio 2011; l'edizione in tankōbon è iniziata il 4 gennaio dell'anno seguente, e si è conclusa all'undicesimo volume il 5 ottobre 2016. In Italia l'opera è stata pubblicata con cadenza bimestrale dalla Magic Press, dal 14 ottobre 2021 al 13 luglio 2023; i titoli italiani dei capitoli sono indicati con il termine inglese game.

### Volumi
| 1  | 4 gennaio 2012                                                                         | ISBN 978-4-592-19343-2                                                      | 14 ottobre 2021  | ISBN 978-8-869-13775-4                                                      |
| 1  | Capitoli - Game 1-3                                                                    |                                                                             |                  |                                                                             |
| 2  | 5 luglio 2012                                                                          | ISBN 978-4-592-19344-9                                                      | 9 dicembre 2021  | ISBN 978-8-869-13793-8                                                      |
| 2  | Capitoli - Game 4-8                                                                    |                                                                             |                  |                                                                             |
| 3  | 4 gennaio 2013                                                                         | ISBN 978-4-592-19345-6                                                      | 10 febbraio 2022 | ISBN 978-8-869-13811-9                                                      |
| 3  | Capitoli - Game 9-13                                                                   |                                                                             |                  |                                                                             |
| 4  | 5 luglio 2013                                                                          | ISBN 978-4-592-19511-5                                                      | 14 aprile 2022   | ISBN 978-88-6913-823-2                                                      |
| 4  | Capitoli - Game 14-17                                                                  |                                                                             |                  |                                                                             |
| 5  | 4 gennaio 2014                                                                         | ISBN 978-4-592-19512-2                                                      | 23 giugno 2022   | ISBN 978-88-6913-838-6                                                      |
| 5  | Capitoli - Game 18-23                                                                  |                                                                             |                  |                                                                             |
| 6  | 4 luglio 2014                                                                          | ISBN 978-4-592-19513-9                                                      | 4 agosto 2022    | ISBN 978-88-6913-855-3                                                      |
| 6  | Capitoli - Game 24-29                                                                  |                                                                             |                  |                                                                             |
| 7  | 5 gennaio 2015                                                                         | ISBN 978-4-592-19514-6                                                      | 13 ottobre 2022  | ISBN 978-88-6913-876-8                                                      |
| 7  | Capitoli - Game 30-35                                                                  |                                                                             |                  |                                                                             |
| 8  | 5 giugno 2015                                                                          | ISBN 978-4-592-19515-3 (ed. regolare) ISBN 978-4-592-10560-2 (ed. limitata) | 19 gennaio 2023  | ISBN 978-88-6913-894-2 (ed. regolare) ISBN 978-88-6913-909-3 (ed. limitata) |
| 8  | Capitoli - Game 36-41                                                                  |                                                                             |                  |                                                                             |
| 9  | 4 dicembre 2015                                                                        | ISBN 978-4-592-21058-0                                                      | 9 marzo 2023     | ISBN 978-8-869-13918-5                                                      |
| 9  | Capitoli - Game 42-46 - Capitolo speciale 1-2 - Manga extra - La lunga notte di Yanagi |                                                                             |                  |                                                                             |
| 10 | 3 giugno 2016                                                                          | ISBN 978-4-592-21059-7                                                      | 4 maggio 2023    | ISBN 978-88-6913-936-9                                                      |
| 10 | Capitoli - Game 47-52 - Manga extra                                                    |                                                                             |                  |                                                                             |
| 11 | 5 ottobre 2016                                                                         | ISBN 978-4-592-21060-3 (ed. regolare) ISBN 978-4-592-10566-4 (ed. limitata) | 13 luglio 2023   | ISBN 978-88-6913-951-2 (ed. regolare) ISBN 978-88-6913-952-9 (ed. limitata) |
| 11 | Capitoli - Game 53-55 - Game 56 - Last Game - Capitolo speciale 1-3 - Manga extra      |                                                                             |                  |                                                                             |